# Theo Zwanziger
Theo Zwanziger, född 6 juni 1945, tysk jurist, politiker (CDU) och fotbollsfunktionär, president för Tysklands fotbollsförbund 2006-2012.